# لويجي زافراني
غراتسيا زافراني هو سياسي من سان مارينو، شغل منصب الحاكم للفترة 1 أبريل 1947 - 1 أكتوبر 1947 مع مارينو ديلا بالدا.
هو والد روسانو زافراني، الذي شغل منصب الحاكم للفترة 1 أكتوبر 1987 - 1 أبريل 1988، وجد غراتسيا زافراني، التي شغلت نفس المنصب في 2020.